# AtCoder
AtCoder（アットコーダー）とは「競技プログラミング」と呼ばれるコンピュータプログラムのコンテストを行うサービスである。
運営会社AtCoder株式会社についても記述する。

## コンテスト
コンテストでは、定められた制限時間内に問題を解き、正答した問題に応じた配点の合計が得点となる。得点が同じだった場合、後述のペナルティを加算した秒単位の最終回答時間によって順位が決定づけられる。各コンテストにはペナルティ時間が設定されており、正答の問題に提出した誤答の数×ペナルティ時間がペナルティとなる。主なコンテストでは、ペナルティ時間は5分である。

### レーティング
2016年7月16日開催のAGC001で現行のレートシステムが施行されて以降、イロレーティングに基づいた独自のレートシステムによってコンテスト参加者にレートを付与している。
参加したコンテストが参加者にとってRatedであればパフォーマンスと呼ばれる数値を得ることができ、それに基づいてレートが算出される。
Ratedかどうかは各コンテストのRated対象の範囲に自分のレートが含まれているかで判断することができる。

### コンテストの種類

#### 定期開催コンテスト
定期的に開催され、ナンバリングが行われるコンテストである。AHCを除き、2時間程度の短時間で行われる。
各コンテストは略称を接頭辞、3桁のナンバリングをその後に続ける形でスクリーンネームを付与される。これは略称として用いられる他、コンテストページURLの末尾等にも見られる。

##### AtCoder Beginner Contest (ABC)
競技プログラミング初心者/初級者向けのコンテストである。
ABC300までは配点は100-200-300-400-500-500-600-600固定の8問構成で、Rated対象は1999以下。
ABC301から配点が25点単位で変わるようになった。
2019年4月27日以前に行われたABC125以前は4問で構成され、現行レートシステムにおけるRated対象は1199以下であった。そこから2021年7月24日のABC211まで6問構成であったが2021年7月31日に行われたABC212より8問構成となった。さらに、2023年9月9日に行われたABC319より、高難易度の問題の在庫が消化できたため現在の7問構成となった。

##### AtCoder Regular Contest (ARC)
競技プログラミング中級者/上級者向けのコンテストである。ARC058からARC103までは300点以上の4問が出題された。ARC104以降は100点以上の6問が出題される。Rated対象は2799以下。
AtCoderで最初に行われた公式定期開催コンテストであり、ARC058からARC103まではABCと併催されている。この場合、ABCの3,4問目とARCの1,2問目は同じ問題となる。
2018年9月29日に行われたARC103の後、2020年10月3日まで2年間ARCを休止した。

##### AtCoder Grand Contest (AGC)
競技プログラミング上級者向けのコンテストである。2020年5月23日以前に行われたAGC044以前は、Rated対象は全員であったが、AGC045以降、Rated対象は1200以上となった。
上位30位に入賞することでGP30ポイントと呼ばれるポイントを獲得することができ、そのポイントの平均が高い上位8名がAtCoder World Tour Finalに進出することができる。

##### AtCoder Heuristic Contest (AHC)
最適解を出すのが難しい問題に対し出来るだけ良い解の作成を目指す、ヒューリスティック形式（マラソン形式）のコンテストである。
ABC/ARC/AGCとは異なるレートシステムが使用される。コンテストの成績が悪くても下がることのない単調非減少型のレートシステムであり、通算で見て良い成績ほど（獲得時期にかかわらず）大きい重みが付けられて評価されるようになっている。
開催期間が1週間以上の長期コンテストと数時間程度の短期コンテストがあり、基本的に交互に開催されている。

#### 企業主催のコンテスト
企業が主催するコンテスト。ABC/ARC併催時の問題を融合した6問で行われる場合もあり、その場合はRatedなコンテストとなることがある。また、近似解の精度を競う「マラソン形式」と呼ばれる形式の問題が出題されるコンテストや、週単位での長期間に渡るコンテストもある。
2022年にキーエンスが主催したコンテストでは、上位100人に対しエンジニア職の採用試験において1次面接をパスする権利が与えられた。

### 使用可能なプログラミング言語
AtCoderにて使用可能なプログラミング言語はこちら（Language Test 202001）に記載されている。

## AtCoderJobs
AtCoderJobsは、AtCoder株式会社が運営する就職・転職サービスである。
コンテストでの成績（レーティング）から算出されるAtCoderランクにより、応募やエントリーのできる求人が決定される。